# Гепталогия

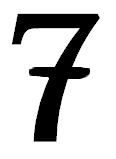
Цифра семь

Гепталогия — литературное, музыкальное или кинематографическое произведение, состоящее из семи частей, объединённых общей идеей, героями и/или сюжетом. Гепталогия также распространена и в компьютерных играх.

## Известные гепталогии

### Книги
- «Бреннер» австрийского писателя Вольфа Хааса

1. Auferstehung der Toten / рус. Воскрешение мёртвых (1996)
2. Der Knochenmann / рус. Мясник (1997)
3. Komm, süßer Tod / рус. Приди, сладкая смерть (1998)
4. Silentium! / рус. Молчание! (1999)
5. Wie die Tiere / рус. Как звери (2001)
6. Das ewige Leben / рус. Вечная жизнь (2003)
7. Der Brenner und der liebe Gott / рус. Бреннер и Бог (2009)

- «В поисках утраченного времени» Марселя Пруста

1. По направлению к Свану (1913)
2. Под сенью девушек в цвету (1919)
3. У Германтов (1921—1922)
4. Содом и Гоморра (1922—1923)
5. Пленница (1925)
6. Беглянка (1927)
7. Обретённое время (1927)

- «Гарри Поттер» Джоан Роулинг

1. Гарри Поттер и философский камень (1997)
2. Гарри Поттер и Тайная комната (1998)
3. Гарри Поттер и узник Азкабана (1999)
4. Гарри Поттер и Кубок огня (2000)
5. Гарри Поттер и Орден Феникса (2003)
6. Гарри Поттер и Принц-полукровка (2005)
7. Гарри Поттер и Дары Смерти (2007)

- «Гепталогия Иеронима Босха» аргентинского драматурга Рафаэля Спрегельбурда (современное сопоставление с картиной Босха «Семь смертных грехов и Четыре последние вещи»)

1. La inapetencia / рус. Анорексия
2. La extravagancia / рус. Распутство
3. La modestia / рус. Скромность
4. La estupidez / рус. Глупость
5. El pánico / рус. Паника
6. La paranoia / рус. Паранойя
7. La terquedad / рус. Упрямство

- «Завтра[англ.]» австралийского писателя Джона Марсдена

1. Tomorrow, When the War Began / рус. Завтра, когда начнётся война (1993)
2. The Dead Of The Night (1994)
3. The Third Day, The Frost (1995)
4. Darkness Be My Friend (1996)
5. Burning For Revenge (1997)
6. The Night Is For Hunting (1998)
7. The Other Side of Dawn (1999)

- «Нарративы об Империи» Гора Видала

1. Washington D.C. / рус. Вашингтон (округ Колумбия) (1967)
2. Burr / рус. Бёрр (1973)
3. 1876 / рус. 1876 (1976)
4. Lincoln / рус. Линкольн (1984)
5. Empire / рус. Империя (1987)
6. Hollywood / рус. Голливуд (1990)
7. The Golde Age / рус. Золотой век (2000)

- «Песнь Льда и Огня» Джорджа Р. Р. Мартина

1. Игра престолов / англ. A Game of Thrones (1996)
2. Битва королей / англ. A Clash of Kings (1998)
3. Буря мечей / англ. A Storm of Swords (2000)
4. Пир стервятников / англ. A Feast for Crows (2005)
5. Танец с драконами / англ. A Dance with Dragons (2011)
6. Ветра зимы / англ. The Winds of Winter (рабочее название)
7. Мечта о весне / англ. A Dream of Spring (рабочее название)

- «Хроники Нарнии» Клайва Стэйплза Льюиса

1. Лев, Колдунья и Платяной шкаф (1950)
2. Принц Каспиан (1951)
3. Покоритель зари, или Плавание на край света (1952)
4. Серебряное кресло (1953)
5. Конь и его мальчик (1954)
6. Племянник чародея (1955)
7. Последняя битва (1956)

- «Тёмная башня» Стивена Кинга

1. Стрелок (1982)
2. Извлечение троих (1987)
3. Бесплодные земли (1991)
4. Колдун и кристалл (1997)
5. Волки Кальи (2003)
6. Песнь Сюзанны (2004)
7. Тёмная башня (2004)

### Музыка
- «Свет» — цикл опер немецкого композитора Карлхайнца Штокхаузена

1. Четверг (= Юпитер) / нем. Donnerstag aus Licht (1978—1981)
2. Суббота (= Сатурн) / нем. Samstag aus Licht (1981—1983)
3. Понедельник (= Луна) / нем. Montag aus Licht (1984—1988)
4. Вторник (= Марс) / нем. Dienstag aus Licht (1977, 1987—1991)
5. Пятница (= Венера) / нем. Freitag aus Licht (1991—1994)
6. Среда (= Меркурий) / нем. Mittwoch aus Licht (1993—1998)
7. Воскресенье (= Солнце) / нем. Sonntag aus Licht (1998—2003)

### Фильмы
- «Лагерь вечных снов»

1. Лагерь вечных снов (1983)
2. Лагерь вечных снов 2: Несчастные отдыхающие (1988)
3. Лагерь вечных снов 3: Земля истребления подростков (1989)
4. Лагерь вечных снов 4: Оставшийся в живых (2002) — незаконченный фильм из-за банкротства кинокомпании Double Helix Films
5. Возвращение в Лагерь вечных снов (2008)
6. Sleepaway Camp Reunion (2010)
7. Sleepaway Camp: Berserk (запланирован)

- «Пила»

1. Пила: Игра на выживание (2004)
2. Пила 2 (2005)
3. Пила 3 (2006)
4. Пила 4 (2007)
5. Пила 5 (2008)
6. Пила 6 (2009)
7. Пила 3D (2010)

- «Полицейская академия»

1. Полицейская академия (1984)
2. Полицейская академия 2: Их первое задание (1984)
3. Полицейская академия 3: Переподготовка (1986)
4. Полицейская академия 4: Граждане в дозоре (1987)
5. Полицейская академия 5: Место назначения — Майами-Бич (1988)
6. Полицейская академия 6: Город в осаде (1989)
7. Полицейская академия 7: Миссия в Москве (1994)

### Игры
- «The Settlers»

1. The Settlers (1994)
2. The Settlers II (1996)
3. The Settlers III (1998)
4. The Settlers IV (2001)
5. The Settlers: Heritage of Kings (2005)
6. The Settlers: Rise of an Empire (2007)
7. The Settlers 7: Paths to a Kingdom (2010)

### Другое
Классическими примерами гепталогии в какой-то мере можно также назвать:
- неделю, состоящую из семи дней
- семь смертных грехов
- семь чудес света
- семь цветов радуги
- семь периодов в таблице Менделеева
- семь основных музыкальных нот